# 올림피아 (영화)
《올림피아》(Olympia)는 1938년 개봉한 독일의 스포츠 다큐멘터리 영화로, 나치 독일 베를린 올림픽 스타디움에서 열린 1936년 하계 올림픽을 기록한 작품이다. 레니 리펜슈탈이 감독·제작을 맡았다. 독일어, 프랑스어, 영어 세 언어로 제작되었으며, 2부로 나뉘어 공개되었다. 올림픽 게임을 다룬 최초의 장편 다큐멘터리 작품이다. 
또한, 나치 선전 영화로 정치적인 논란이 있음에도 불구하고 영상 기술적 면에서는 전 세계적으로 극찬을 받았다. 독특한 카메라 앵글, 스매쉬 컷, 극도의 클로즈업 등 당대에는 거의 볼 수 없었던 혁신적인 기술을 선보여 후대의 표준으로 자리 잡았다.